# Pietro Piller Cottrer
Pietro Piller Cottrer (Pieve di Cadore, 20 de diciembre de 1974) es un deportista italiano que compitió en esquí de fondo. 
Participó en tres Juegos Olímpicos de Invierno, obteniendo en total cuatro medallas: plata en Salt Lake City 2002, en la prueba de relevo (junto con Fabio Maj, Giorgio Di Centa y Cristian Zorzi), dos en Turín 2006, oro en el relevo (con Fulvio Valbusa, Giorgio Di Centa y Cristian Zorzi) y bronce en 30 km, y plata en Vancouver 2010, en 15 km.
Ganó tres medallas en el Campeonato Mundial de Esquí Nórdico entre los años 1997 y 2007.

## Palmarés internacional
| Juegos Olímpicos   | Juegos Olímpicos                | Juegos Olímpicos  | Juegos Olímpicos |
| Año                | Lugar                           | Medalla           | Prueba           |
| ------------------ | ------------------------------- | ----------------- | ---------------- |
| 2002               | Salt Lake City (Estados Unidos) | Medalla de plata  | Relevo 4 × 10 km |
| 2006               | Turín (Italia)                  | Medalla de oro    | Relevo 4 × 10 km |
| 2006               | Turín (Italia)                  | Medalla de bronce | 30 km            |
| 2010               | Vancouver (Canadá)              | Medalla de plata  | 15 km            |
| Campeonato Mundial |                                 |                   |                  |
| Año                | Lugar                           | Medalla           | Prueba           |
| 1997               | Trondheim (Noruega)             | Medalla de bronce | Relevo 4 × 10 km |
| 2005               | Oberstdorf (Alemania)           | Medalla de oro    | 15 km            |
| 2007               | Sapporo (Japón)                 | Medalla de bronce | 30 km            |